# Grevbäcks distrikt
Grevbäcks distrikt er et folkebogføringsdistrikt i Hjo kommun. Det ligger i Västergötland og Västra Götalands län i Sverige.
Distriktet ligger ved Vätterns vestbred. Det ligger nord for Hjo distrikt.
Distriktet blev oprettet den 1. januar 2016, og det består af det tidligere Grevbäcks Sogn (Grevbäcks socken). Geografisk har området den samme udstrækning, som Grevbäcks Menighed (Grevbäcks församling) havde ved årsskiftet 1999/2000.

58°21′08″N 14°20′55″Ø / 58.35222°N 14.34861°Ø